# Marshall T. Meyer
Marshall Meyer (New York, 5 febbraio 1910 – New York, 29 dicembre 1993) è stato un rabbino statunitense.
È stato un attivista per i diritti umani, unico membro straniero della Comisión Nacional sobre la Desaparición de Personas argentina.

## Biografia

### Formazione
Nato a Brooklyn, New York e cresciuto a Norwich, Connecticut, ha frequentato il Dartmouth College, laureandosi nel 1952. Studiò la Torah ed entrò nella scuola rabbinica, ricevendo l'ordinazione rabbinica nel 1958. Ha ottenuto un dottorato in filosofia della religione presso a la Columbia University e la Union Theological Seminary.

### Attività di rabbino in Argentina
Si è trasferito in Argentina nel 1959 e vi è vissuto per 25 anni. Inizialmente è stato assistente del rabbino presso la "Congregazione israelita della Repubblica argentina" di Buenos Aires.
Ha fondato oltre 20 sinagoghe ebraiche in Argentina ed ha favorito la trasformazione culturale degli ebrei latino-americani. Ha fondato il "Seminario rabbinico latinoamericano" (oggi chiamato "Seminario rabbi Marshall T. Meyer"), una scuola rabbinica divenuta il centro dell'ebraismo conservativo in America Latina e nella quale sono stati formati numerosi rabbini. Ha contribuito inoltre alla nascita della "Comunità Bethel", congregazione divenuta un modello per molte altre sinagoghe conservatrici in Argentina e nel resto dell'America Latina.
È stato direttore dell'ufficio latinoamericano del "Consiglio mondiale delle sinagoghe" (Council World of Sinagoghe).

### Attivismo per i diritti umani
Marshall Meyer è stato un membro dell'"Assemblea permanente per i diritti umani" e cofondatore, insieme al giornalista Herman Schiller, del "Movimento ebraico per i diritti umani". Durante gli anni della dittatura militare, dal 1976 al 1983, ha criticato il governo argentino per le sue violazioni dei diritti umani. Si è attivato per salvare la vita di numerosi perseguitati dal regime e ha visitato i prigionieri nelle carceri, tra i quali il giornalista Jacobo Timerman, che gli ha in seguito dedicato il suo libro Prigioniero senza un nome, cella senza un numero.
Ha fatto parte della Comisión Nacional sobre la Desaparición de Personas ("Commissione nazionale sulla scomparsa di persone"), organismo creato dal presidente Raúl Alfonsín poco dopo la sua elezione, per investigare sul destino dei desaparecidos e su altre violazioni dei diritti umani compiuti durante la dittatura militare. Ha denunciato inoltre il sostegno offerto da Ronald Reagan alle dittature latino-americane.. La prima edizione italiana del libro è stata curata dall'ASAL e ha vinto il premio Iglesias del 1986.
Nel 1984 ha diretto lo «Studio Missione dei Diritti Umani» in Nicaragua.

## Ritorno negli Stati Uniti
Nel 1984 è ritornato negli Stati Uniti per insegnare presso l'Università del giudaismo a Los Angeles, nella quale fu vice-rettore. Fino al 1993 è stato rabbino della congregazione "B'nai Jeshurun" a New York, la seconda più antica sinagoga askenazita della città e comunità liberale. Durante le funzioni religiose ha esposto la sua "teologia di sfida" presentando l'azione sociale come una parte centrale dei principi del lavoro in sinagoga, in collaborazione con i cristiani e con il clero musulmano e richiedendo un ruolo guida nel processo di pace per il conflitto arabo-israeliano. La congregazione è diventata un modello per molte altre sinagoghe negli Stati Uniti.
Ha fondato un rifugio per senzatetto e offerto cibo ai pazienti con HIV.

## Riconoscimenti
Nel 1981, il Jewish Theological Seminary di New York lo ha insignito del titolo di dottore honoris causa di sacra teologia. e nel la Dartmouth University lo ha insignito del titolo di dottore honoris causa in lettere e filosofia.. Nel 1983, al ritorno della democrazia in Argentina, il presidente eletto, Raúl Ricardo Alfonsín, lo ha decorato con la massima decorazione argentina, l'Ordine del San Liberatore Martin. Dopo la sua morte, è stato citato dal presidente Cristina Fernández de Kirchner tra coloro che avevano combattuto per il ripristino della democrazia in Argentina.
Nel 1985 la "Nuova Agenda Ebraica"' gli ha conferito un premio per la sua difesa dei diritti umani. Il suo nome compare nella lista di "Chi è chi" del Dictionary of International Biography.

## Famiglia e morte
Sposato con Naomi Meyer, Rabbi Marhsall Meyer ha avuto tre figli: Anita, Dodi e Gabriel. Morì di cancro il 29 dicembre 1993. Si trova sepolto nel cimitero della sua città natale in sinagoga: la notizia della sua dipartita è apparsa sul New York Times.